# Marcel Augusto Ortolan
Marcel Augusto Ortolan (* 12. November 1981 in Mirassol, São Paulo) ist ein ehemaliger brasilianischer Fußballspieler.

## Karriere

### Verein
Der 1,87 Meter große Stürmer begann seine Karriere 1999 bei Coritiba FC. Im Jahr 2000 wurde er in die erste Mannschaft aufgenommen. Nach drei Jahren konnte er 49 Ligaspieleinsätze und 20 Tore nachweisen. 2004 wechselte er für eine Spielzeit zu Suwon Samsung Bluewings nach Südkorea. Von 2004 bis 2006 bestritt er insgesamt 23 Ligaspiele und erzielte 13 Tore.
2006 unterschrieb er einen Vertrag beim portugiesischen Verein Benfica Lissabon. Er wirkte in den nächsten 5 Jahren nur sieben Mal direkt in den Spielen mit, wurde jedoch an diverse andere Vereine verliehen. Darauf wechselte Marcel auf Leihbasis zum Ligakonkurrenten Sporting Braga, für den er in zehn Ligaspielen einen Treffer erzielen konnte. Die Saison 2006/07 verbrachte er beim FC São Paulo, wo es zu drei Ligaeinsätzen ohne Torerfolg kam. 2007 wurde er dann an Grêmio Porto Alegre verliehen, dort gelangen ihm fünf Treffer in 17 Ligaspielen. Nach kurzer Aktivität bei Cruzeiro Belo Horizonte ohne Pflichtspieleinsatz, kehrte er 2008 wieder nach Grêmio Porto Alegre zurück. Dieses Mal konnte er in 29 Spielen insgesamt neun Tore erzielen.
Nach einigen Jahren in Brasilien, wechselte Marcel im Jahr 2009 auf Leihbasis zum japanischen Verein Vissel Kobe, bei welchem er zehn Ligaspiele absolvierte und drei Tore erzielte. Nach der Spielzeit in Japan kehrte er Benfica Lissabon ganz den Rücken und unterschrieb einen Vertrag beim FC Santos, bei welchem er 13 Ligaspiele bestritt und fünf Tore schoss. Nachdem er im Jahr 2011 schon für CR Vasco da Gama spielte und ein Comeback bei den Suwon Samsung Bluewings feierte (11 Spiele/3 Tore), kehrte er zu seinem Heimatverein Coritiba FC zurück. In dieser Spielzeit gelang ihm ein Treffer in zwölf Ligaspielen.
Nachdem er im Jahr 2013 noch für Mirassol FC sowie Criciúma EC gespielt hatte, beendete Marcel seine aktive Karriere als Fußballspieler.

### Nationalmannschaft
Im Jahr 2003 absolvierte er acht Länderspiele für die brasilianischen U-23-Nationalmannschaft, in denen er drei Tore erzielen konnte.

## Erfolge
Santos
- Copa do Brasil: 2010

Vasco
- Copa do Brasil: 2011